# Paraclemensia cyanella
Paraclemensia cyanella is een vlinder uit de familie witvlekmotten (Incurvariidae). De wetenschappelijke naam is voor het eerst geldig gepubliceerd in 1850 door Zeller.
De soort komt voor in Europa.